# Чащина (Ірбітський міський округ)
Ча́щина (рос. Чащина) — присілок у складі Ірбітського міського округу Свердловської області.
Населення — 191 особа (2010, 182 у 2002).
Національний склад населення станом на 2002 рік: росіяни — 95 %.